# Circuito cittadino di Tokyo
Il circuito cittadino di Tokyo è un circuito automobilistico situato a Tokyo, capitale del Giappone.
Il circuito cittadino è utilizzato dalle monoposto di Formula E a partire dalla stagione 2023-2024. Il primo E-Prix di Tokyo si è tenuto il 30 marzo 2024 ed è stata vinto da Maximilian Günther su Maserati MSG Racing.

## Tracciato
Il circuito, il primo giapponese per la disputa di una gara elettrica, è stato costruito attorno al centro congressi Tokyo International Exhibition Center. Il layout è stato annunciato il 25 ottobre 2023, presentando 20 curve per un totale di 2585 m.

## Record
| Categoria | Tempo    | Pilota   | Veicolo           | Evento               |
| --------- | -------- | -------- | ----------------- | -------------------- |
| Formula E | 1:19:731 | Sam Bird | Nissan e-4ORCE 04 | E-Prix di Tokyo 2024 |